# Frédéric Rossille

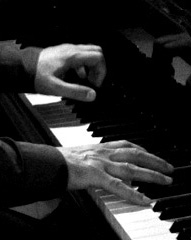
Die Hände des Konzertpianisten Frederic Rossille beim Klavierspiel (2012)

Frédéric Rossille (* 6. August 1955 in Valence; † 1. Februar 2022 in Lyon) war ein französischer Komponist und Konzertpianist, Forscher und Essayist.

## Biographie
Frédéric Rossille nahm in den 1980er Jahren an wissenschaftlichen Forschungen im Bereich der Kognitionswissenschaften an der Unité 94 des INSERM teil und schrieb in dieser Zeit seine erste Theatermusik, bevor er in Villeurbanne die Komponisten Antoine Duhamel und Pierre Jansen, den Konzertpianisten Sergei Kuznetsov und den Dirigenten Olivier Dejours kennenlernte. In den 1990er Jahren besuchte er die École Normale de Musique in Paris, die Tribune internationale des compositeurs der UNESCO und nahm am Unterricht von Pierre Boulez am Collège de France teil. Er studierte Dirigieren bei Jean-Jacques Werner und arbeitete an Programmen des IRCAM und der GRM mit. Er traf sich mit Iannis Xenakis, Henri Dutilleux, Witold Lutoslawski, Jorge Antunes, Jean-Pierre Yvaral und Ryuichi Sakamoto.

## Künstlerisches Wirken
Nach dem Tod Marguerite Yourcenars im Jahr 1988 begegnete Rossille auf der Île Saint-Louis einer Theatergruppe um den brasilianischen Regisseur und Dramatiker Eric Podor, der Yourcenars Mémoires d’Hadrien in seiner Cantate d’Antinoüs aus der Sicht des Antinoos adaptierte. Mit dem Studium der Literatur Théodore Reinachs zur antiken griechisch-römischen Musik und den Rekonstruktionsversuchen derselben durch Gregorio Paniagua begann er seine Arbeit an der musikalischen Untermalung des Stückes, die in der Fertigstellung der Suite d’Hadrien mündete und zu wenigen Malen vollständig in Paris aufgeführt worden sein soll.
Er schrieb Musik für Radio Peking (1992), die Junioren-Eiskunstlauf-Weltmeisterschaft in Seoul (1997), Konzerte der Universität von Brasilia (1994) und ein Festival in Sárvár, Ungarn (2000), Hommagen an Marguerite Yourcenar in Rumänien (Cluj-Napoca, 2003), Japan (Tokio, 2004) und Frankreich (Clermont-Ferrand, 2017) sowie Hommagen an Victor Vasarely in Marseille (2007) und im Musée en Herbe (Paris, 2012).
1993 erhielt er ein Forschungsstipendium des Ministeriums für Kultur und der Organisation Internationale de la Francophonie für Arbeiten zur musikalischen Wahrnehmung. Im Jahr 2000 organisierte er ein Vortragskonzert mit dem Titel „Trio Classique – Émotion et Musique“ in der Cité Internationale des Arts in Paris. Er war 2001 Mitherausgeber des Buches Émotion et Musique. Ab 2011 hielt er Vorlesungen im Seminar „Musique et arts plastiques“ an der Universität Paris IV.
Seine Alben werden bei dem von ihm 1993 gegründeten Label „Rêves Magiques“ veröffentlicht.

## Mitgliedschaften
- Ehemaliger Generalsekretär und Gründungsmitglied der Vereinigung Plasticités Sciences Arts[6]
- Ehemaliger Vertreter der Komponisten im Syndicat National des Auteurs et Compositeurs
- Mitglied der Union des Compositeurs de Musiques de Films
- Mitglied des Centre International de Recherches et Etudes Transdisciplinaires[7]
- Mitglied der Société Internationale d’Etudes Yourcenariennes
- Mitwirkender an der internationalen Architekturzeitschrift Le Carré Bleu[8]

## Diskographie
- 1988: Suite d’Hadrien
- 1993: Sur la Colline Magique
- 1998: Three Pieces for Trio
- 2000: Villa Adriana
- 2001: D’un Monde Lointain / Hommage an Witold Lutosławski
- 2001: Geometrical Games
- 2004: A Day in Tokyo
- 2007: Secret Garden
- 2009: Ocean Song
- 2012: Une soirée au Musée en Herbe / Hommage an Victor Vasarely
- 2013: Kokoro / Gebet für Japan nach dem Tohoku Tsunami 2011
- 2018: Over the Rainbow / Kollektion # 1